# Caples (rivière)
La rivière Caples  (anglais : Caples River) est un cours d’eau du districtde Queenstown-Lakes, dans la région d'Otago, dans l’Île du Sud de la Nouvelle-Zélande et un affluent gauche de la rivière Greenstone.

## Géographie
Elle s’écoule dans la rivière Greenstone en rive gauche. Elle passe le long d’une partie du chemin de randonnée de Caples Track.